# Motiloa
Motiloa (oficialmente en euskera: Mutiloa) es un municipio español de la provincia de Guipúzcoa, en la comunidad autónoma del País Vasco.

## Toponimia
Una hipótesis muy extendida hacer provenir el nombre del municipio de mutil-ola. Mutil quiere decir muchacho en euskera y ola es una palabra muy común en la toponimia vasca, que en un sentido restringido significa ferrería, pero que en un sentido más amplio puede significar cabaña o chabola. Mutiloa habría sido Mutilola originalmente y habría significado la cabaña del muchacho, habiendo perdido la segunda l de su nombre ya durante la Edad Media. No está registrado el nombre de Mutilola para referirse a Mutiloa, pero esta hipótesis se sustenta en que las localidades navarras de Mutilva Alta y Mutilva Baja, cuyo nombre vasco es también Mutiloa, sí que tienen registros históricos que las llaman Mutilola, por lo que se puede suponer que sufrieron una evolución similar a la Mutiloa guipuzcoana. También hubo en Éibar antiguamente una ferrería llamada Mutilola.
Los habitantes de Mutiloa reciben el nombre de mutiloarras. Este gentilicio es común a hombres y mujeres y proviene del euskera, estando formado por el nombre del pueblo y el sufijo -ar que indica pertenecencia a un lugar.

## Geografía

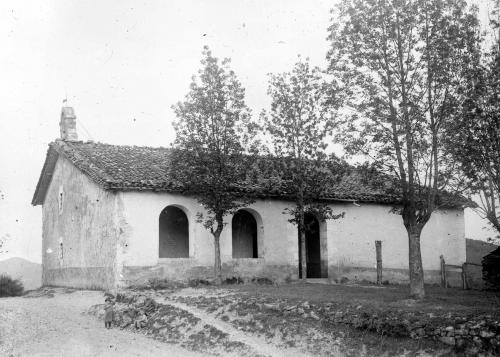
Ermita de Andra Mari en Liernia. Foto: Indalecio Ojanguren (1914)

La estructura del municipio de Motiloa es similar a la de los pequeños núcleos rurales de Guipúzcoa.
El casco del pueblo está formado por poco más de una veintena de casas en torno al ayuntamiento, la iglesia parroquial y la plaza del pueblo. Este núcleo agrupa a menos del 20
% de la población del municipio.
Dominando el casco del pueblo se encuentra el barrio de Liernia (Lierni) formado por varios caseríos agrupados en torno a la ermita del mismo nombre. Esta modesta agrupación de casas es el único núcleo de cierta entidad existente en el municipio al margen del casco del pueblo. Aquí vive otro 10% de la población del municipio. En este barrio hay dos restaurantes.
El resto de la población (70 %) vive diseminada por el término municipal en algo más de una cincuentena de caseríos. Las agrupaciones más o menos dispersas de caseríos forman los siguientes barrios:
- Elbarrena: en la zona más baja del municipio. Son una veintena de caseríos situados de Motiloa hacia Segura en la vega del arroyo Motiloa.
- Ergoena: son una quincena de caseríos en la zona más alta del municipio. En la parte alta de la cuenca del arroyo Troya.
- Gerriko
- Lenkaran: una quincena larga de caseríos entre Ergoena y el casco de Motiloa.
- Murgiondo Aldea: son 4 caseríos situados de Motiloa hacia el vecino pueblo de Ceráin, siguiendo el arroyo del mismo nombre.
- Urbizuaran: son 5 caseríos situados cerca de Lierni.

## Demografía
Motiloa cuenta con una población de 253 habitantes (INE 2024).
| Gráfica de evolución demográfica de Motiloa entre 1842 y 2021                                                       |
| |
| Población de derecho según los censos de población del INE Población de hecho según los censos de población del INE |

## Administración y política
En las elecciones de 2015, 2019 y 2023 se presentó únicamente la lista vecinal Mutiloako Herri Kandidatura. Iñaki Ugalde Alustiza fue reelegido alcalde.
| Partido político                    | 2023  | 2023       | 2019  | 2019       | 2015  | 2015       | 2011  | 2011       | 2007  | 2007       | 2003  | 2003       | 1999  | 1999       | 1995  | 1995       |
| Partido político                    | %     | Concejales | %     | Concejales | %     | Concejales | %     | Concejales | %     | Concejales | %     | Concejales | %     | Concejales | %     | Concejales |
| Mutiloa Herri Kandidatura (MHK)     | 94,77 | 7          | 95,52 | 7          | 95,97 | 7          | 93,38 | 5          | 95,08 | 5          | 97,02 | 5          | 77,78 | 5          | 60,27 | 5          |
| Partido Popular del País Vasco (PP) | —     | —          | —     | —          | —     | —          | 1,47  | 0          | 0,00  | 0          | 0,00  | 0          | —     | —          | —     | —          |

## Personas destacadas
- Jon Ander Insausti (1992): ciclista
- Pello Olaberría (1994): ciclista

## Patrimonio
- Caserío Mañastegizar
- Caserío Murgiaran